# Sphaeriodesmus filamentosus
Sphaeriodesmus filamentosus är en mångfotingart som beskrevs av Loomis 1974. Sphaeriodesmus filamentosus ingår i släktet Sphaeriodesmus och familjen Sphaeriodesmidae. Inga underarter finns listade i Catalogue of Life.